# Trimeresurus trigonocephalus
Trimeresurus trigonocephalus este o specie de șerpi din genul Trimeresurus, familia Viperidae, descrisă de Latreille 1801. Conform Catalogue of Life specia Trimeresurus trigonocephalus nu are subspecii cunoscute.